# António Cunha
António Duarte Conde Almeida da Cunha (30 de abril de 1969) é professor, ex-deputado e político português.
Natural de Angola, reside em Penafiel. Licenciado em Português/Francês (ensino de), pela Universidade dos Açores, Mestre em Educação, Especialidade em Desenvolvimento Curricular, e Pós-Graduação em Educação, Especialização em Administração Educacional, pela Universidade do Minho, é professor do ensino básico e secundário desde 1991. Pertence ao quadro do Agrupamento de Escolas Joaquim de Araújo, Penafiel. Foi Deputado à Assembleia da República na XIV e XV legislaturas pelo Partido Social Democrata.

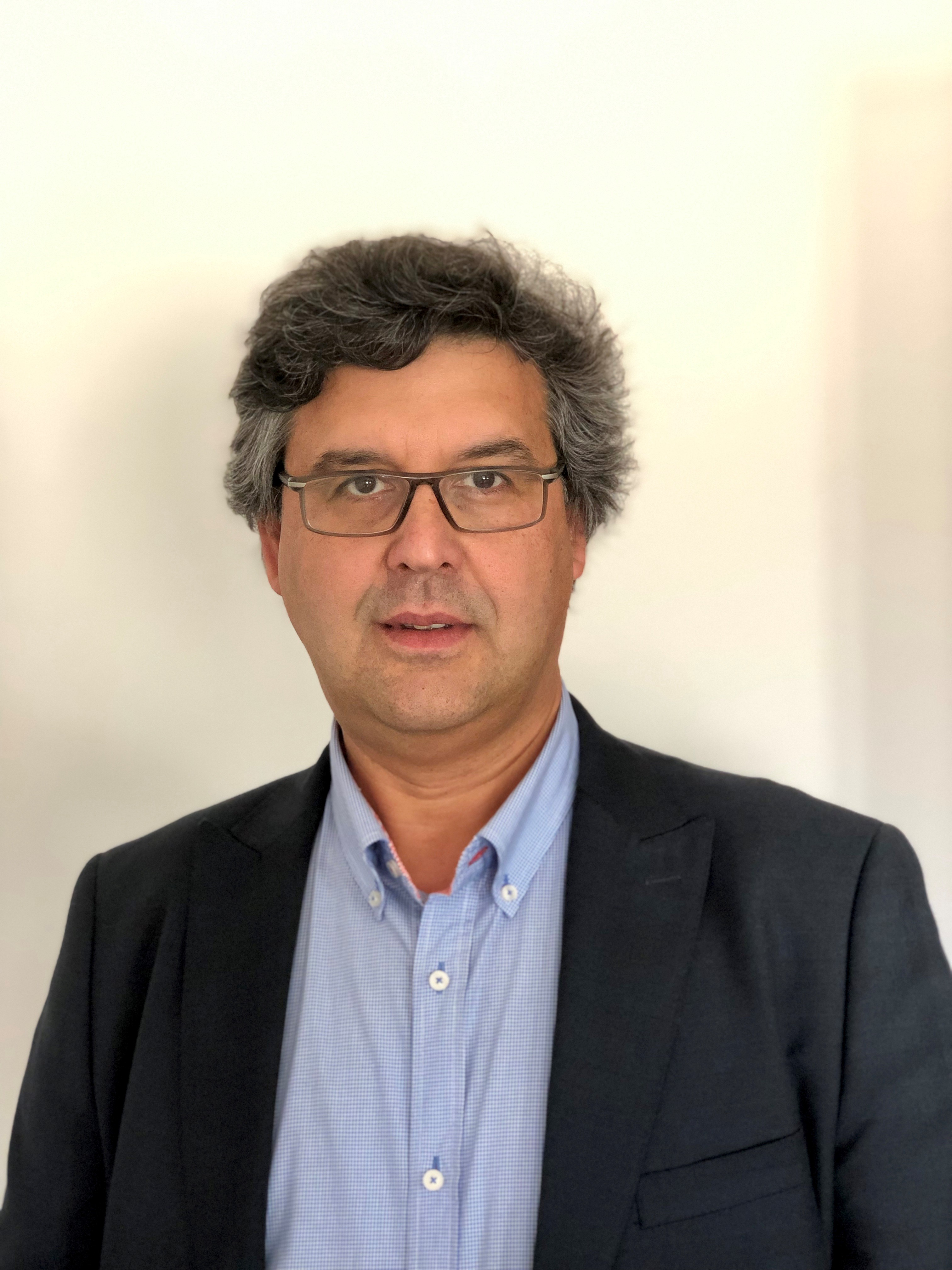

Com carreira na escola pública desde 1991, exerceu as mais variadas funções e desempenhou diversos cargos dos quais se destacam o de Diretor do Agrupamento do Escolas Joaquim de Araújo, Subdiretor, Presidente do Conselho Pedagógico, Coordenador de departamento e Coordenador do projeto europeu Erasmus+.
Em outubro de 2019, foi eleito deputado pelo Partido Social Democrata (PSD) à Assembleia da República pelo círculo eleitoral do distrito do Porto. Como Deputado na XIV Legislatura, integrou a 4.ª Comissão de Assuntos Europeus, foi Vice-Coordenador da 8.ª Comissão de Educação, Ciência, Juventude e Desporto e foi, também, Coordenador do Grupo de Trabalho da Educação Inclusiva. Exerceu, ainda, o cargo de Vice-Presidente do Grupo Parlamentar de Amizade Portugal – Moçambique.
Na XV Legislatura, integrou a 2.ª Comissão de Negócios e Estrangeiros e Comunidades Portuguesas e foi o coordenador dos deputados do PSD da 8.ª Comissão de Educação e Ciência. Exerceu ainda o cargo de Vice-Presidente do Grupo Parlamentar de Amizade Portugal – Turquia.
De abril de 2024 a fevereiro de 2025, foi Adjunto Político do Gabinete do Ministro da Educação, Ciência e Inovação, Fernando Alexandre, tendo exercido transitoriamente as funções de Chefe do Gabinete. A 14 de fevereiro de 2025 foi designado Chefe do Gabinete da Secretária de Estado da Administração e Inovação Educativa, Maria Luísa Oliveira.
É também deputado à Assembleia Municipal de Penafiel, eleito pela Coligação Penafiel Quer, desde outubro de 2021.
```
[
2
]
```